# The Village (Oklahoma)
Pour les articles homonymes, voir The Village.
The Village est une ville du comté d'Oklahoma, dans l'État d'Oklahoma, aux États-Unis,. En 2010, elle compte une population de 8 929 habitants.

## Démographie
Lors du recensement de 2010, la ville comptait une population de 8 929 habitants, tandis qu'en 2019, elle est estimée à 9 564 habitants.